# TZ-45短機関銃
 TZ-45短機関銃は、1944年にイタリアで開発された短機関銃である。

## 概要
ジャンドーソ社で開発された短機関銃で、型番のTZは開発にかかわったイタリア社会共和国軍のTonon大佐と同社のZorzoli技師の頭文字に由来する。
TZ-45は、同時期に開発されていたFNAB-43と比べ、当時の状況下ではより期待が持てる武器のひとつであった。銃全体にはプレス加工が用いられ、各パーツは溶接で組み合わされていて、外面の仕上げは最低限度であった。全体的に大量生産が容易に行えるように銃床から銃身に至るまですべて金属で作られ、グリップパネルだけが簡素な木製だった。
発射機関部にはブローバック式が用いられ、ベレッタ Modello 1938A用の箱型弾倉を流用し、弾薬も同じ9mmパラベラム弾を使用した。射撃時の反動を抑えるために銃口にはコンペンセイターが装着され、射撃は機関部右側面の切り替えレバーを回すことで、フル・セミオートの切り替えが出来た。射撃切り替えレバーを安全位置にすると、ボルトを固定することができた。弾倉挿入口の背面には第二の安全装置として、握ると解除されるセーフティーレバーが設けられていた。この安全装置はボルトを前進位置か後退位置かを問わず固定することができた。そのため、ボルトハンドルを引いたり射撃する際には、必ず同時にもう一方の手でセーフティーレバーを握る必要があり、素早い操作性よりも安全性を優先させる構造だった。銃床は棒状の金属製肩ストックで、前後方向へ動かして展開・収納できた。ただし安定用のフォアグリップなどは装着されず、射撃時には前部に装着された弾倉の挿入口を握って射撃するため、握った手が弾倉に触れているとイギリスのステンガン同様に機関部の送弾不具合（ジャム）が少なからず発生した。銃身カバーの先端にあるフロントサイトは円錐状で、先端に球がある独特な形状をしていた。対するリアサイトは機関部の中間に設けられ、環状の固定式だった。

## 開発後のTZ-45
生産されたすべてのTZ-45は1944年から翌年の1945年までの間に約6000丁ほどがイタリア各地の中小企業で製造され、第二次世界大戦末期の北部イタリアの戦いではイタリア社会共和国（サロ政権）軍とそれに反抗するイタリア人パルチザンなど、両陣営で使用されている。
戦後余剰となったTZ-45の多くはアメリカ軍及びイギリス軍によって回収され研究調査されたが、両国の研究者は、共に材質の悪さ等を理由にTZ-45に対して高評価を示さなかった。
その後1952年代に入ると、ネ・ウィン指導の下に自国製武器の開発に注目していたビルマ（現ミャンマー）政府によってTZ-45は再び注目され、イタリア人技師を招くなどして徹底的に研究された。そしてビルマ製TZ-45でもあるBA-52を後に開発している。BA-52の完成後はラングーンやインヤ湖付近にある軍需工場などで量産が開始され、ビルマ陸軍の標準サブマシンガンとして採用された。
しかしながら完成したBA-52もTZ-45から続く材質の悪さや機関部の不具合までもが受け継がれており、後に兵隊の間ではBA-52は「ネ・ウィンのステンガン」という蔑称が付けられている（イギリスのステンガンも開発初期は不具合が続出したため）。
その後、ミャンマー軍は、イスラエル製のUZI短機関銃を1990年代に国内でライセンス生産して装備したため、現在では第一線を離れているとみられる。